# Chunra australis
Chunra australis är en insektsart som beskrevs av Webb 1983. Chunra australis ingår i släktet Chunra och familjen dvärgstritar. Inga underarter finns listade i Catalogue of Life.